# Лодовико II (маркграф Салуццо)

Людовик II (итал. Lodovico II del Vasto; 23 марта 1438, Салуццо — 27 января 1504, Генуя) — маркграф Салуццо в 1475—1487 и 1490—1504 годах.

## Биография
Сын маркграфа Людовика I. Датой рождения обычно указывается 23 марта 1438 года, на самом деле документальных подтверждений этому нет. Судя по году женитьбы (1481), мог родиться позже. До вступления в наследство носил титул графа Карманьолы.
В начале своего правления придерживался политики нейтралитета. Потом ввязался в войну с Савойей, и в результате в 1487 году лишился владений.
В 1487—1490 годах — королевский губернатор Прованса.
В 1490 году после смерти савойского герцога Карла I, воспользовавшись малолетством его сына, вернул власть в маркграфстве Салуццо (вдова герцога, не желая конфликта с французским королём, на службе которого находился Людовико, отказалась от захваченных мужем владений).
В 1490-е годы Людовико II участвовал в итальянских походах французских королей Карла VIII и Людовика XII. Истратил на эти войны много денег, чем поставил своё княжество в трудное финансовое положение (несмотря на наличие собственного монетного двора в Карманьоле).
С 1500 года кавалер ордена Святого Михаила. В том же году назначен губернатором Асти.

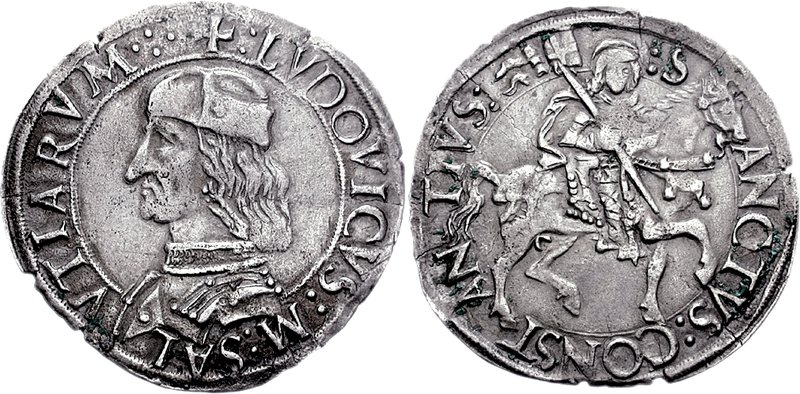
Монеты, которые Людовик II чеканил в Карманьоле

После смерти Людовико II маркграфством Салуццо последовательно правили 4 его сына. Регентшей, даже после их совершеннолетия, была Маргарита де Фуа-Кандаль, до её изгнания из Салуццо в 1532 году.

## Семья
- Первая жена (1481) — Жанна Монферратская (ум. 1490). От неё дочь:
  - Маргарита.

- Вторая жена (1492) — Маргарита де Фуа-Кандаль (1473—1536). Дети:
  - Микеле-Антонио (1495—1528), маркиз Салуццо
  - Джованни-Людовико (1496—1563), маркиз Салуццо в 1528—1529, смещён.
  - Франческо-Людовико (1498—1537), маркиз Салуццо с 1529
  - Жиан-Габриэле (1501—1548), последний маркиз Салуццо (с 1537).